# ناتینگهام پارک (ایلینوی)
ناتینگهام پارک (به انگلیسی: Nottingham Park) یک منطقهٔ مسکونی در ایالات متحده آمریکا است که در ایلینوی واقع شده‌است. ناتینگهام پارک ۲۲۰٫۰۷ متر بالاتر از سطح دریا واقع شده‌است.